# Rolla (Missouri)
Rolla és una població dels Estats Units a l'estat de Missouri. Segons el cens del 2008 est. U.S. Census Bureau tenia 18.438 habitants.

## Demografia
Segons el cens del 2000, Rolla tenia 16.367 habitants, 6.514 habitatges, i 3.543 famílies. La densitat de població era de 559,2 habitants per km².
Dels 6.514 habitatges en un 26,2% hi vivien nens de menys de 18 anys, en un 41% hi vivien parelles casades, en un 10,6% dones solteres, i en un 45,6% no eren unitats familiars. En el 35,9% dels habitatges hi vivien persones soles l'11,4% de les quals corresponia a persones de 65 anys o més que vivien soles. El nombre mitjà de persones vivint en cada habitatge era de 2,2 i el nombre mitjà de persones que vivien en cada família era de 2,88.
Per edats la població es repartia de la següent manera: un 20,1% tenia menys de 18 anys, un 25,3% entre 18 i 24, un 25,2% entre 25 i 44, un 16,4% de 45 a 60 i un 13% 65 anys o més.
L'edat mediana era de 28 anys. Per cada 100 dones de 18 o més anys hi havia 114,2 homes.
La renda mediana per habitatge era de 26.479 $ i la renda mediana per família de 38.975 $. Els homes tenien una renda mediana de 31.861 $ mentre que les dones 19.625 $. La renda per capita de la població era de 15.916 $. Entorn del 13,8% de les famílies i el 22% de la població estaven per davall del llindar de pobresa.

## Poblacions més properes
El següent diagrama mostra les poblacions més properes.